# پترسکوپفل
پترسکوپفل (به لاتین: Petersköpfl) یک کوه در اتریش است که در تیرول واقع شده‌است.